# Drassodella melana
Espèce
Drassodella melana est une espèce d'araignées aranéomorphes de la famille des Gallieniellidae.

## Distribution
Cette espèce est endémique d'Afrique du Sud. Elle se rencontre au KwaZulu-Natal, au Mpumalanga et au Limpopo.

## Description
La femelle holotype mesure 7 mm.
Le mâle décrit par Mbo et Haddad en 2019 mesure 4,72 mm et la femelle 6,24 mm, les mâles mesurent de 4,20 à 6,90 mm et les femelles de 4,90 à 9,85 mm.

## Publication originale
- Tucker, 1923 : The Drassidae of South Africa. Annals of the South African Museum, vol. 19, p. 251-437 (texte intégral).